# Eleccions legislatives neerlandeses de 1956
Les eleccions legislatives neerlandeses de 1956 se celebraren el 13 de juny de 1956, per a renovar els 101 membres de la Tweede Kamer, que poc després augmentaren a 150. El Partit del Treball fou el partit més votat i Willem Drees fou nomenat novament primer ministre, encara que el 1958 va dimitir i fou substituït per Louis Beel (KVP), amb suport de la Unió Cristiana i el Partit Antirevolucionari.

## Resultats
| ← Eleccions legislatives neerlandeses, 1956 → |                                                       |           |      |        |  |
| Partit                                        | Partit                                                | Vots      | %    | Escons |  |
|                                               | Partit del Treball (PvdA)                             | 1.872.209 | 32,6 | 50     |  |
|                                               | Partit Popular Catòlic (KVP)                          | 1.815.710 | 31,6 | 49     |  |
|                                               | Partit Antirevolucionari (ARP)                        | 567.535   | 9,9  | 15     |  |
|                                               | Partit Popular per la Llibertat i la Democràcia (VVD) | 502.530   | 8,8  | 13     |  |
|                                               | Unió Cristiana Històrica (CHU)                        | 482.918   | 8,4  | 13     |  |
|                                               | Partit Comunista dels Països Baixos (KPN)             | 272.054   | 4,7  | 6      |  |
|                                               | Partit Polític Reformat (SGP)                         | 129.517   | 2,3  | 3      |  |
| Total                                         | Total                                                 | 5.849.652 | 95,5 | 150    |  |
|                                               |                                                       |           |      |        |  |